# Mongolyn Tömör Dsam

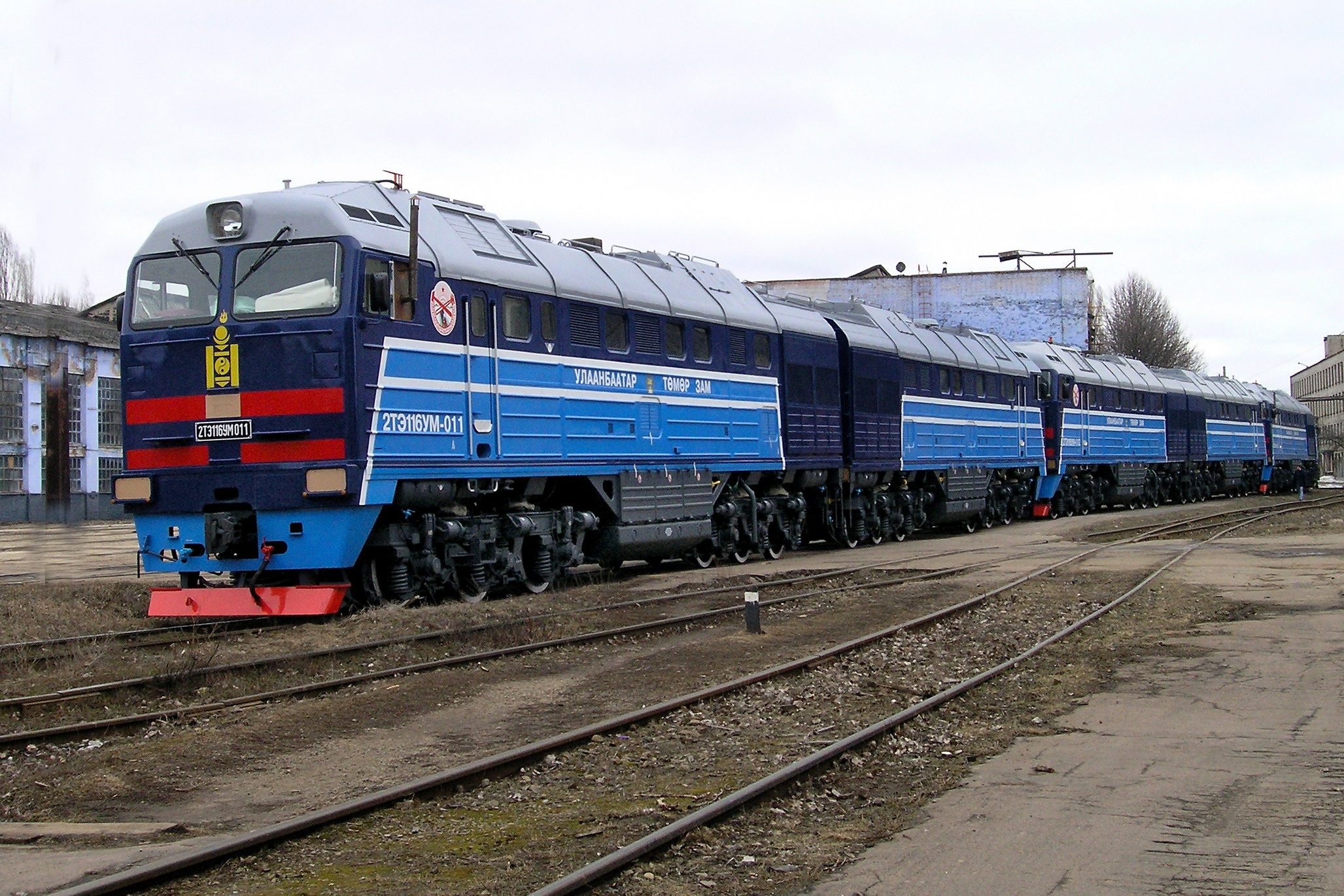
2ТЭ116УМ-Lokomotiven der Mongolischen Eisenbahn

Die Mongolyn Tömör Dsam (MTZ) (Монголын төмөр зам; Mongolische Eisenbahn) ist die Staatsbahn der Mongolei. Sie betreibt 80 Prozent des Schienengüterverkehrs und 30 Prozent des gesamten Personenverkehrs innerhalb der Mongolei.

## Aufbau und Aufgaben
Der größte Teil des Schienenverkehrs in der Mongolei erfolgt auf Eisenbahnstrecken der Transmongolischen Eisenbahn. Hauptanteilseigner dieser Magistrale sind jeweils zur Hälfte der russische und mongolische Staat. Darüber hinaus sind in der Mongolei weitere Streckennetze vorhanden, die im Rahmen umfangreicher Verkehrsinfrastrukturprojekte als Joint Venture mit chinesischen und russischen Unternehmen seit 2010 ständig erweitert werden. Als besonderes Großprojekt befindet sich seit 2015 beispielsweise eine 547 Kilometer lange Eisenbahnverbindung von Erdenet nach Ovoot Tolgoi im Kohleminen-Gebiet von Gurwantes im Bau.
Die MTZ erfüllt folgende Aufgaben:
- Bau, Unterhalt und Betrieb der Eisenbahninfrastruktur
- Durchführen des Eisenbahnverkehrs
- Bau, Unterhalt und Betrieb der Eisenbahnfahrzeuge
- Beschaffung des Eisenbahnmaterials und Verwaltung des daraus gebildeten Kapitals
- Vermietung von Fahrzeugen an andere Eisenbahnverkehrsunternehmen